# Dragan Mrđa
Dragan Mrđa (Vršac, Voivodina, Serbia; 23 de enero de 1984) es un futbolista serbio. Juega de delantero.

## Participaciones en Copas del Mundo
| Mundial                        | Sede      | Resultado      |
| ------------------------------ | --------- | -------------- |
| Copa Mundial de Fútbol de 2010 | Sudáfrica | Fase de grupos |

## Clubes
| Club                   | País      | Año         |
| ---------------------- | --------- | ----------- |
| Estrella Roja          | Serbia    | 2001 - 2005 |
| Jedinstvo Ub (Cesión)  | Serbia    | 2003 - 2005 |
| Lierse                 | Bélgica   | 2005 - 2007 |
| Zulte Waregem (Cesión) | Bélgica   | 2006        |
| FK Jimki               | Rusia     | 2007 - 2008 |
| FK Vojvodina           | Serbia    | 2008 - 2010 |
| Sion (Cesión)          | Suiza     | 2010 - 2013 |
| Estrella Roja          | Serbia    | 2013 - 2014 |
| Omiya Ardija           | Japón     | 2014 - 2017 |
| Shonan Bellmare        | Japón     | 2017        |
| Olimpija               | Eslovenia | 2018        |